# سيسنا سايتايشن كولومبوس
سيسنا سايتايشن كولومبوس (طراز 850) كانت طائرة تجارية نفاثة تصل لمدة 4000 ميل بحري أطلقته شركة سيسنا في شباط / فبراير 2008 وألغت في يوليو / تموز 2009. يعتبر أكبر نموذج من عئلات طائرات سيسنا سايتايشن في ذلك الوقت.

## المواصفات
البيانات من Flight International 2008
الخصائص العامة
- الطاقم: 2 (Pilot and copilot)
- السعة: 8 passengers, up to 10[2]
- الحمولة: 1,950 lb[2] (885 kg)
- الطول: 77 ft (23.5 m)
- باع الجناح: 80 ft (24.4 m)
- الارتفاع: 27 ft 7 in[1] (7.49 m)
- مساحة الجناح : 709.3 sq ft[1] (65.90 m²)
- جناح حامل: 29.9°[1]
- محرك الطائرة: 2 × Pratt & Whitney Canada PW810C turbofans, 8,830 lb (39.3 kN) الواحد
- takeoff field length : 1,646 meters (5,400 feet) at وزن الإقلاع الأقصى[2]

الأداء
- السرعة القصوى: Mach 0.85, 488 kn (904 km/h)
- مدى (طائرة): 4,000 nmi, Mach 0.8, 8 pax (7,400 km)
- سقف الخدمة: 45,000 ft[3] (13,716 m)
- معدل الصعود: 27 min to 41,000 ft[1] (12,497 m)

الكترونيات الطيران

- راديو كولينز  [لغات أخرى]‏